# 데니즈 리처즈
데니즈 리처즈(Denise Richards, 1971년 1월 17일 ~ )는 미국의 배우이다.

## 출연 작품
- 스타쉽 트루퍼스
- 발렌타인
- 007 언리미티드
- 플레인 하이스트 - 사라 역
- 서핑업